# Moračnik (ö i Montenegro)
Moračnik är en ö i Montenegro. Den ligger i den södra delen av landet i Shkodrasjön.
På ön finns buskar och ett hus.